# Кирющенков Володимир Вікторович
Володи́мир Ві́кторович Кирю́щенков — молодший сержант морської піхоти України.

## Нагороди
За особисту мужність, виявлену у захисті державного суверенітету і територіальної цілісності України, зразкове виконання військового обов'язку та з нагоди Дня морської піхоти нагороджений орденом «За мужність» III ступеня (14 листопада 2016).